# Valentin Inzko
Valentin Inzko (ur. 22 maja 1949 w Klagenfurcie) – austriacki dyplomata i polityk narodowości słoweńskiej, były ambasador Austrii w Bośni i Hercegowinie oraz Słowenii, wysoki przedstawiciel dla Bośni i Hercegowiny w latach 2009–2021.

## Życiorys
Pochodzi z rodziny Słoweńców karynckich. W latach 1967–1972 studiował prawo oraz język serbsko-chorwacki i rosyjski na Karl-Franzens-Universität Graz w Grazu. W latach 1972–1974 studiował na Akademii Dyplomatycznej w Wiedniu.
Od 1974 do 1978 zajmował stanowisko wiceszefa przedstawicielstwa UNDP w Ułan Bator w Mongolii, a w latach 1978–1980 wiceszefa UNDP w Kolombo w Sri Lance. W latach 1982–1986 pełnił funkcję attaché prasowego i attaché ds. kultury w ambasadzie austriackiej w Belgradzie. Od 1986 do 1989 wchodził w skład austriackiej misji przy ONZ w Nowym Jorku.
W latach 1989–1990 pracował w Ministerstwie Spraw Zagranicznych jako wicedyrektor Wydziału Informacji Publicznych. Od października do grudnia 1992 był szefem misji KBWE w Sandżaku.
W latach 1990–1996 stał na czele Rady Kultury w austriackiej ambasadzie w Pradze, a od 1993 do 1996 był również dyrektorem Austriackiego Instytutu Kultury w Pradze. W latach 1996–1999 zajmował stanowisko ambasadora Austrii w Bośni i Hercegowinie. W latach 1999–2005 pracował w MSZ jako dyrektor Departamentu ds. Europy Środkowej, Południowej i Południowo-Wschodniej, Azji Środkowej i Kaukazu Południowego. Od 20 stycznia 2005 do 2009 zajmował stanowisko ambasadora Austrii w Słowenii.
23 lutego 2009 ministrowie spraw zagranicznych UE w czasie szczytu Rady UE zaakceptowali nominację Valentina Inzko na stanowisko wysokiego przedstawiciela dla Bośni i Hercegowiny. 13 marca 2009 jego kandydaturę zatwierdziła Rada ds. Implementacji Pokoju w Bośni (PIC). 26 marca 2009 objął oficjalnie stanowisko wysokiego przedstawiciela NZ dla Bośni i Hercegowiny oraz specjalnego przedstawiciela UE w Bośni i Hercegowinie. Pełnienie funkcji zakończył 31 lipca 2021.
Valentin Inzko jest żonaty ze znaną śpiewaczką operową Bernardą Fink, ma dwoje dzieci.
W 2000 otrzymał honorowe obywatelstwo Sarajewa.